# Lagoa (Açores)
Lagoa é uma cidade situada na costa sul da ilha de São Miguel, Açores, com 6 834 habitantes.
É sede do pequeno município de Lagoa com 45,57 km² de área e 14 416 habitantes (2011), subdividido em 5 freguesias. O município é limitado a norte pelo município da Ribeira Grande, a leste por Vila Franca do Campo, a oeste por Ponta Delgada e a sul pelo Oceano Atlântico.
Lagoa foi elevada à categoria de cidade por deliberação do Parlamento dos Açores em 22 de Março de 2012.

## Freguesias
As freguesias do município de Lagoa são as seguintes:
- Água de Pau;
- Cabouco;
- Nossa Senhora do Rosário;
- Ribeira Chã;
- Santa Cruz.

## Cultura
- Casa-Museu de Maria dos Anjos Melo
- Observatório Vulcanológico e Geotérmico dos Açores - foi inaugurado oficialmente a 23 de Setembro de 2006, cujo objectivo principal consiste no exercício e na promoção de actividades no campo da Vulcanologia, da Sismologia, da Geotermia e do Ambiente
- Expolab - Centro de Ciência de Lagoa, Açores
- Museu de Lagoa - Açores - incorpora o Museu, a Biblioteca Municipal Tomaz Borba Vieira e o Arquivo Histórico.

## Espaços culturais educativos

### Biblioteca Municipal Tomaz Borba Vieira

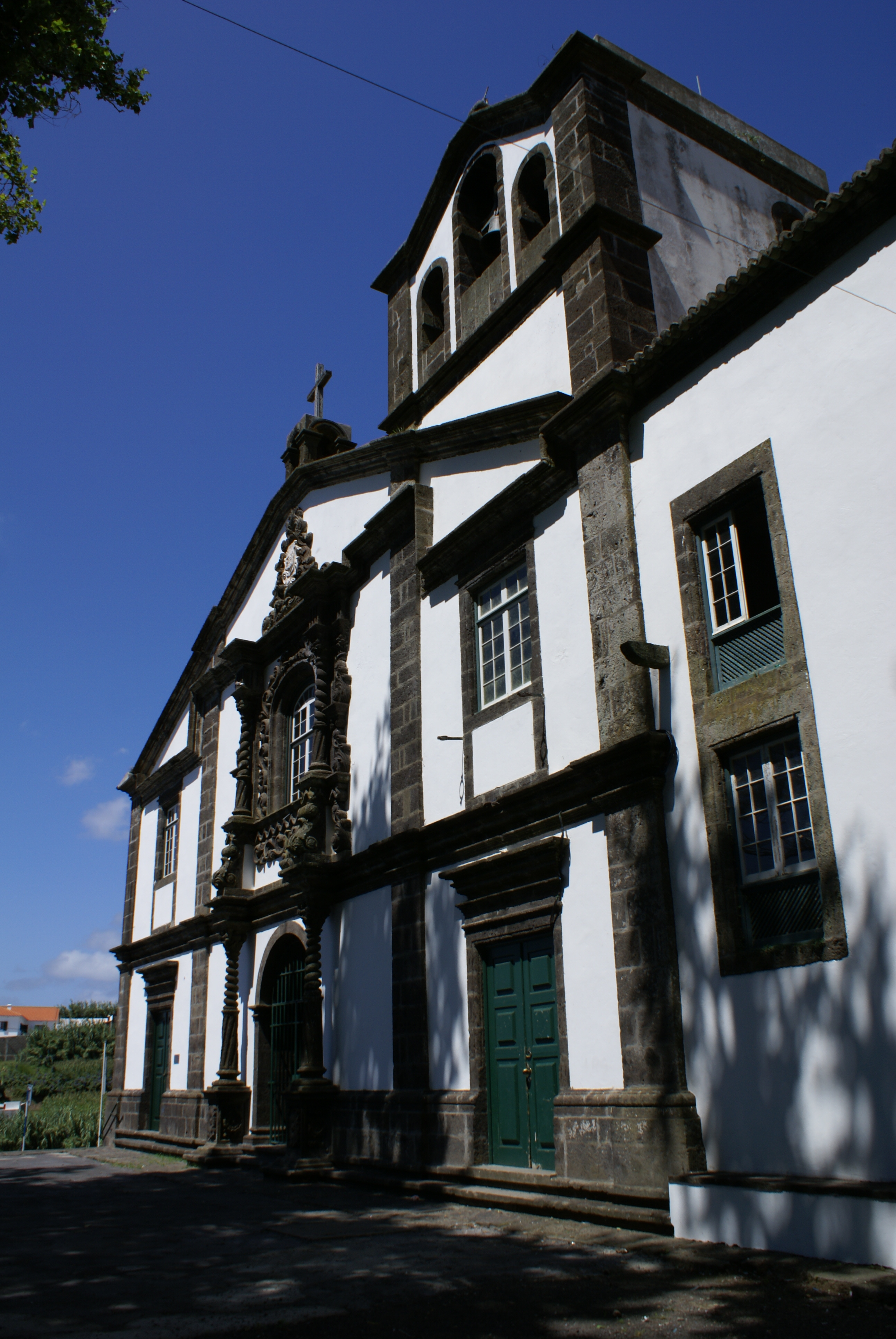

A Biblioteca Municipal Tomaz Borba Vieira, inaugurada a 5 de outubro de 2011, está localizada no edílico e singular espaço do Convento dos Franciscanos. Oferecendo ao leitor cerca de 20 mil livros e documentos de valor patrimonial e histórico, este serviço desempenha um importante papel como difusora do conhecimento e impulsionadora de modernidade, reunindo, conservando e divulgando o património documental e acolhendo igualmente diversas iniciativas direcionadas aos diversos públicos.
Esta biblioteca pretendeu ser uma homenagem a um dos mais conceituados nomes do mundo das artes contemporâneas dos Açores: Tomaz Borba Vieira, artista que tem impulsionado a cultura no concelho lagoense e que contribui para o aumento da riqueza do espólio da biblioteca, com a doação de cerca de 3 mil livros que incluem temas diversos como a arte, história, literatura portuguesa e ciência.
O espaço é constituído pela receção, sala do acervo principal, sala da coleção Tomaz Borba Vieira, sala infantojuvenil, sala do conto, sala reservada, arquivo e sala de serviço educativo. Dispõe ainda de serviço wireless gratuito, informática, multimédia e acervo em braille.

### Casa da Cultura Carlos César
Inaugurada em 2010, a Casa da Cultura Carlos César, assim denominada por homenagem da Câmara Municipal de Lagoa a um dos presidentes do Governo Regional dos Açores, tem um grande valor patrimonial arquitetónico, uma vez que se trata de um edifício de traça antiga que foi renovada. Constitui um espaço de excelência para a promoção de atividades culturais, colaborando simultaneamente para a dignificação do trabalho que as entidades, associações e instituições culturais lagoenses têm vindo a desenvolver. Este espaço tem acolhido diversas exposições na área das artes plásticas, fotografia, artesanato e etnografia, bem como iniciativas formativas.

### Centro Cultural da Caloura
O Centro Cultural da Caloura está implementado em terrenos compartimentados por muros de pedra solta, outrora protetores de vinhedos. Este centro, criado para descentralizar as funções culturais normalmente sediadas nas zonas urbanas, tem o intuito de mostrar uma coleção particular de arte a fim de as obras que a constituem poderem desempenhar a sua função comunicadora. A coleção pertence ao pintor Tomaz Borba Vieira que durante anos reuniu obras de arte maioritariamente de artistas de referências incontornáveis da história da arte portuguesa do século XX e artistas açorianos. Com uma área coberta de 220m2 e espaços verdes envolventes, é vocacionado para uma utilização polivalente, podendo acolher exposições, palestras, colóquios, "performances" e workshops. Dispõe de material de consulta sobre os autores das obras expostas e outros artistas, bem como informação cultural e artística, secção de venda de livros e discos, um posto de acesso à internet e serviço de chá.

### Mercearia Central - Casa Tradicional
A Mercearia Central - Casa Tradicional foi adquirida pela Câmara Municipal de Lagoa em 2009, tendo sido inaugurada a 5 de agosto de 2011. As coleções distribuem-se, no rés-do-chão, pela mercearia e pela taberna e, no primeiro piso, pelos espaços da habitação de Maria Angelina Conceição Reis e José Inácio Vieira Favela (antigos proprietários). Com este núcleo museológico recuperou-se a história do pequeno comércio local de modo a recriar as vivências quotidianas de um povo que se mantiveram até aos finais do século XX.

### Núcleo Museológico do Cabouco
O Núcleo Museológico do Cabouco reúne um espólio de peças de grande valor histórico e cultural. O seu propósito é invocar a memória coletiva de outros tempo, revelando o ofício de cabouqueiro, que contribui para a subsistência da comunidade cabouquense. Coloca-se em evidência os costumes de uma época, apelando-se às memórias esquecidas do povo açoriano, dando a conhecer algumas tradições e profissões antigas.

## População
| Número de habitantes *                   | Número de habitantes * | Número de habitantes * | Número de habitantes * | Número de habitantes * | Número de habitantes * | Número de habitantes * | Número de habitantes * | Número de habitantes * | Número de habitantes * | Número de habitantes * | Número de habitantes * | Número de habitantes * | Número de habitantes * | Número de habitantes * | Número de habitantes * |
| ---------------------------------------- | ---------------------- | ---------------------- | ---------------------- | ---------------------- | ---------------------- | ---------------------- | ---------------------- | ---------------------- | ---------------------- | ---------------------- | ---------------------- | ---------------------- | ---------------------- | ---------------------- | ---------------------- |
| 1864                                     | 1878                   | 1890                   | 1900                   | 1911                   | 1920                   | 1930                   | 1940                   | 1950                   | 1960                   | 1970                   | 1981                   | 1991                   | 2001                   | 2011                   | 2021                   |
| 9 634                                    | 10 997                 | 11 510                 | 11 963                 | 10 983                 | 9 859                  | 10 954                 | 12 522                 | 13 638                 | 13 944                 | 13 250                 | 12 849                 | 12 900                 | 14 126                 | 14 442                 | 14 189                 |
| Número de habitantes por Grupo Etário ** |                        |                        |                        |                        |                        |                        |                        |                        |                        |                        |                        |                        |                        |                        |                        |
|                                          |                        |                        | 1900                   | 1911                   | 1920                   | 1930                   | 1940                   | 1950                   | 1960                   | 1970                   | 1981                   | 1991                   | 2001                   | 2011                   | 2021                   |
| 0-14 Anos                                | 0-14 Anos              | 0-14 Anos              | 4 456                  | 4 128                  | 3 559                  | 3 936                  | 4 523                  | 4 344                  | 4 736                  | 4 975                  | S/ dados               | 4 104                  | 3 564                  | 3 029                  | 2 345                  |
| 15-24 Anos                               | 15-24 Anos             | 15-24 Anos             | 2 078                  | 1 873                  | 1 693                  | 2 002                  | 2 338                  | 2 648                  | 2 263                  | 2 000                  | S/ dados               | 2 496                  | 2 640                  | 2 230                  | 1 927                  |
| 25-64 Anos                               | 25-64 Anos             | 25-64 Anos             | 4 660                  | 4 273                  | 3 929                  | 4 405                  | 4 982                  | 5 939                  | 6 142                  | 5 250                  | S/ dados               | 5 188                  | 6 634                  | 7 742                  | 8 097                  |
| = ou > 65 Anos                           | = ou > 65 Anos         | = ou > 65 Anos         | 739                    | 691                    | 660                    | 551                    | 641                    | 707                    | 803                    | 1 025                  | S/ dados               | 1 112                  | 1 288                  | 1 441                  | 1820                   |

De 1900 a 1950 os dados referem-se à população "de facto", ou seja, que estava presente no concelho à data em que os censos se realizaram. Daí que se registem algumas diferenças relativamente à designada população residente

## Locais de interesse

### Complexo Municipal de Piscinas

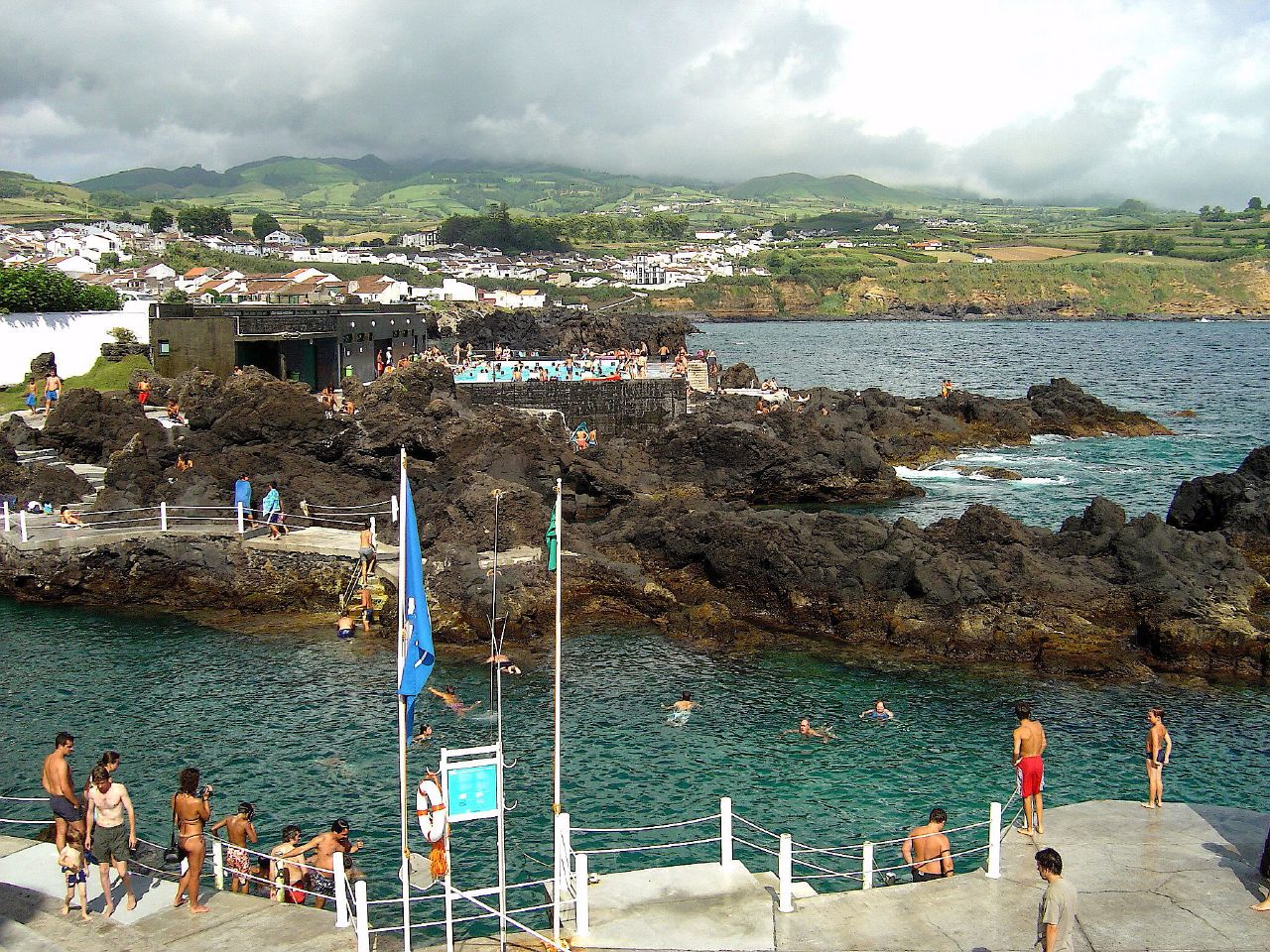

O Complexo Municipal de Piscinas é uma zona balnear de referência na ilha de São Miguel. Situado na freguesia do Rosário, este complexo oferece inúmeras hipóteses para quem gosta do mar, com uma preservada linha costeira e excelente qualidade das águas. Possui piscinas naturais, uma piscina artificial semiolímpica, piscinas para crianças e infraestruturas de apoio, como vestiários, sanitários, parque de estacionamento e ainda bar e esplanada.

### Trilho "Rota da Água"
Este é o primeiro trilho homologado do concelho de Lagoa. Com início na freguesia de Santa Cruz (Remédios), e com configuração circular, este trilho estende-se por cerca de 7.5 km, passando por levadas de água, tubagens antigas de barro, pontes e aquedutos e toda uma variedade de recursos afetos à atividade dos agueiros que no concelho têm, desde há muito, uma forte implementação. A abundância de água na vertente sul da encosta do Fogo é motivo de desenvolvimento económico da Lagoa, sediando naquele local a captação de águas potáveis que abastecem o concelho lagoense e parte de Ponta Delgada.

## Imagens

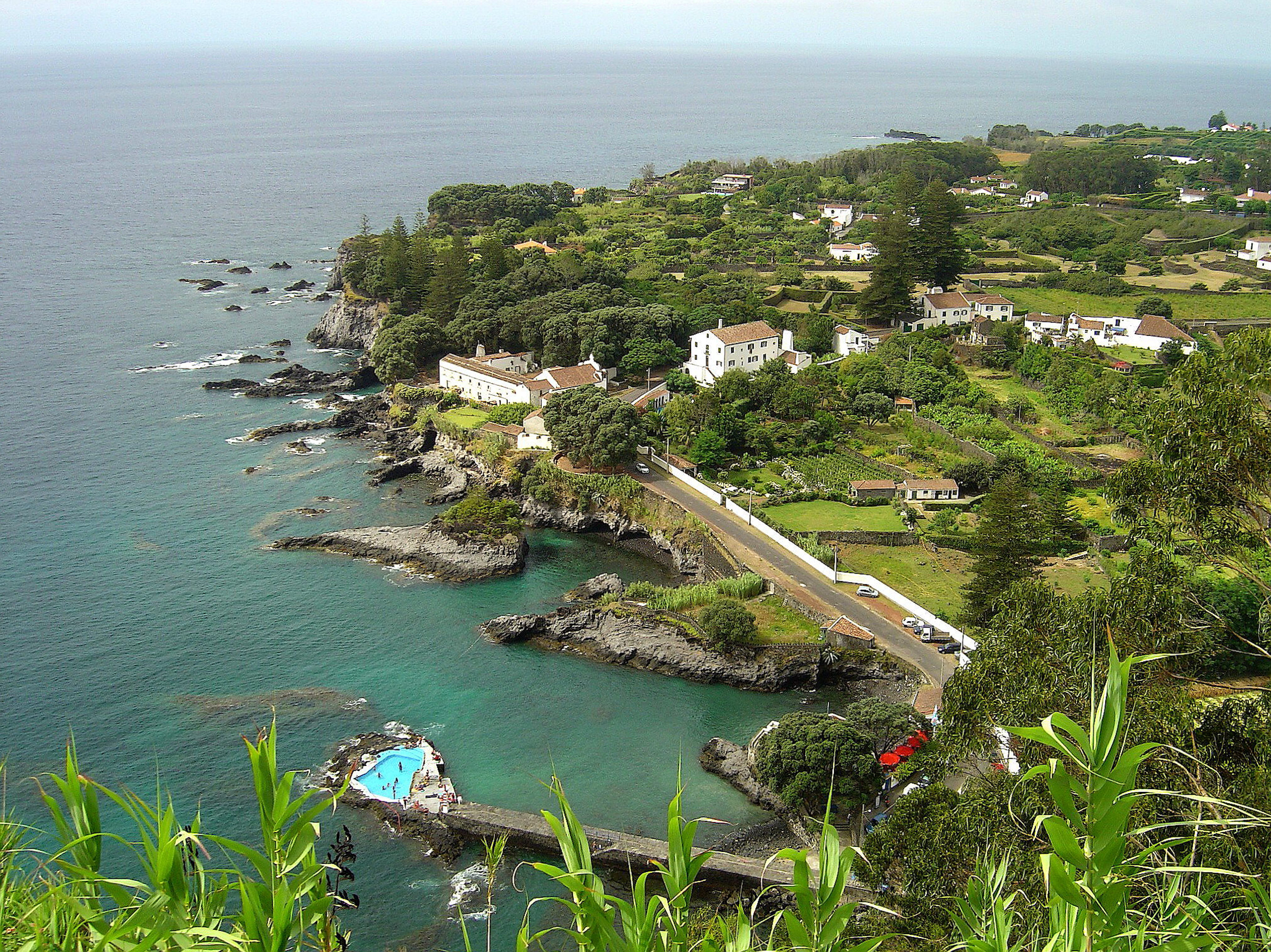
Piscinas naturais de Caloura.

## Geminações
A cidade de Lagoa é geminada com as seguintes cidades:
- Condado de Bristol, Massachusetts, Estados Unidos
- New Bedford, Massachusetts, Estados Unidos
- Taunton, Massachusetts, Estados Unidos
- Attleboro, Massachusetts, Estados Unidos
- Rehoboth, Massachusetts, Estados Unidos
- Dartmouth, Massachusetts, Estados Unidos
- Sainte-Thérèse, Quebec, Canadá
- Biguaçu, Santa Catarina, Brasil
- Lagoa, Distrito de Faro, Portugal
- Tarrafal, Ilha de Santiago, Cabo Verde